# غلين دوسن
غلين دوسن (بالإنجليزية: Glenn Dawson)‏ هو سياسي أمريكي، ولد في 31 يناير 1944 بشيكاغو في الولايات المتحدة. حزبياً، نشط في الحزب الديمقراطي. وقد انتخب عضو مجلس نواب إلينوي.